# Beiguornis
Beiguornis (лат.) — род энанциорнисовых птиц, чьи ископаемые остатки были обнаружены в отложениях формации Лунцзян (Longjiang Formation) во Внутренней Монголии, Китай, датируемых нижним мелом (125—120 млн лет). Включает единственный вид — Beiguornis khinganensis. Согласно филогенетическому анализу, проведённому при описании вида и рода в 2022 году, Beiguornis относится к семейству Bohaiornithidae, в пределах которого принадлежит к кладе, включающей также Sulcavis и Zhouornis.
Является первым и единственным таксоном энанциорнисовых птиц, описанных с территории Большого Хингана, где обнажаются породы формации Лунцзян. В отложениях этой и ряда других формаций северо-восточного Китая обнаружены остатки разнообразных животных и растений, в совокупности известных как джехольская биота.